# Устровка
Устровка — деревня в Сандовском муниципальном округе Тверской области России.

## География
Располагается на реке Устровочка, в 19 км юго-восточнее Сандово.

## История
В 1830 году была построена Церковь Покрова Пресвятой Богородицы на Покрове в Барском Конце у деревни Устровки.
Устровка по сведениям 1859 года согласно списка населённых мест Тверской губернии входила в состав Арханской волости Весьегонского уезда.
С 1929 года деревня являлась центром Устровского сельсовета Сандовского района Бежецкого округа Московской области, с 1935 года — в составе Калининской области, с 2005 года — в составе Старосандовского сельского поселения, с 2013 года — в составе Топоровского сельского поселения, с 2020 года — в составе Сандовского муниципального округа.

## Население
| 1859 | 2010 |
| ---- | ---- |
| 156  | ↘44  |

## Достопримечательности
В деревне расположена недействующая Церковь Покрова Пресвятой Богородицы (1830).